# Archipsocus panama
Archipsocus panama är en insektsart som beskrevs av Gurney 1939. Archipsocus panama ingår i släktet Archipsocus och familjen Archipsocidae. Inga underarter finns listade i Catalogue of Life.